# Iglesia y convento del Carmen (Tudela)
La iglesia y convento del Carmen de Tudela (Navarra) es un templo de finales del siglo XVI, de estilo manierista, situado en la esquina que forman la calle Gayarre y Carmen Alta del Casco Antiguo de Tudela, con salida en esta última calle.

## Descripción general
La iglesia presenta una planta de cruz latina, con una larga nave de cinco tramos, capillas en los contrafuertes, bóveda de medio cañón y cúpula en el crucero. Es un edificio manierista típico del modelo conventual contrarreformista. La fachada, aunque de planteamiento manierista, es de comienzos del siglo XVIII. Su retablo mayor, de Juan de Gurrea, es de estilo manierista del siglo XVII, añadiéndosele ornamentación barroca en 1700. Presenta otros retablos manieristas, barrocos y rococós. El mobiliario se compone de tallas romanistas y altares del siglo XVII, destacando el de San José con Lienzo del titular debido a Berdusán en 1672.

## Cronología de construcción
Se construyó entre 1592 y 1596 a partir de la llegada de los carmelitas observantes, aunque hoy en día es de los filipenses. Sufrió una importante ampliación en 1637, a cargo de Diego de Salvatierra y Domingo de Ucaza.